# Gréolières
Gréolières är en kommun i departementet Alpes-Maritimes i regionen Provence-Alpes-Côte d'Azur i sydöstra Frankrike. Kommunen ligger  i kantonen Coursegoules som ligger i arrondissementet Grasse. År 2022 hade Gréolières 606 invånare.

## Befolkningsutveckling
Antalet invånare i kommunen Gréolières
Referens: INSEE

## Galleri

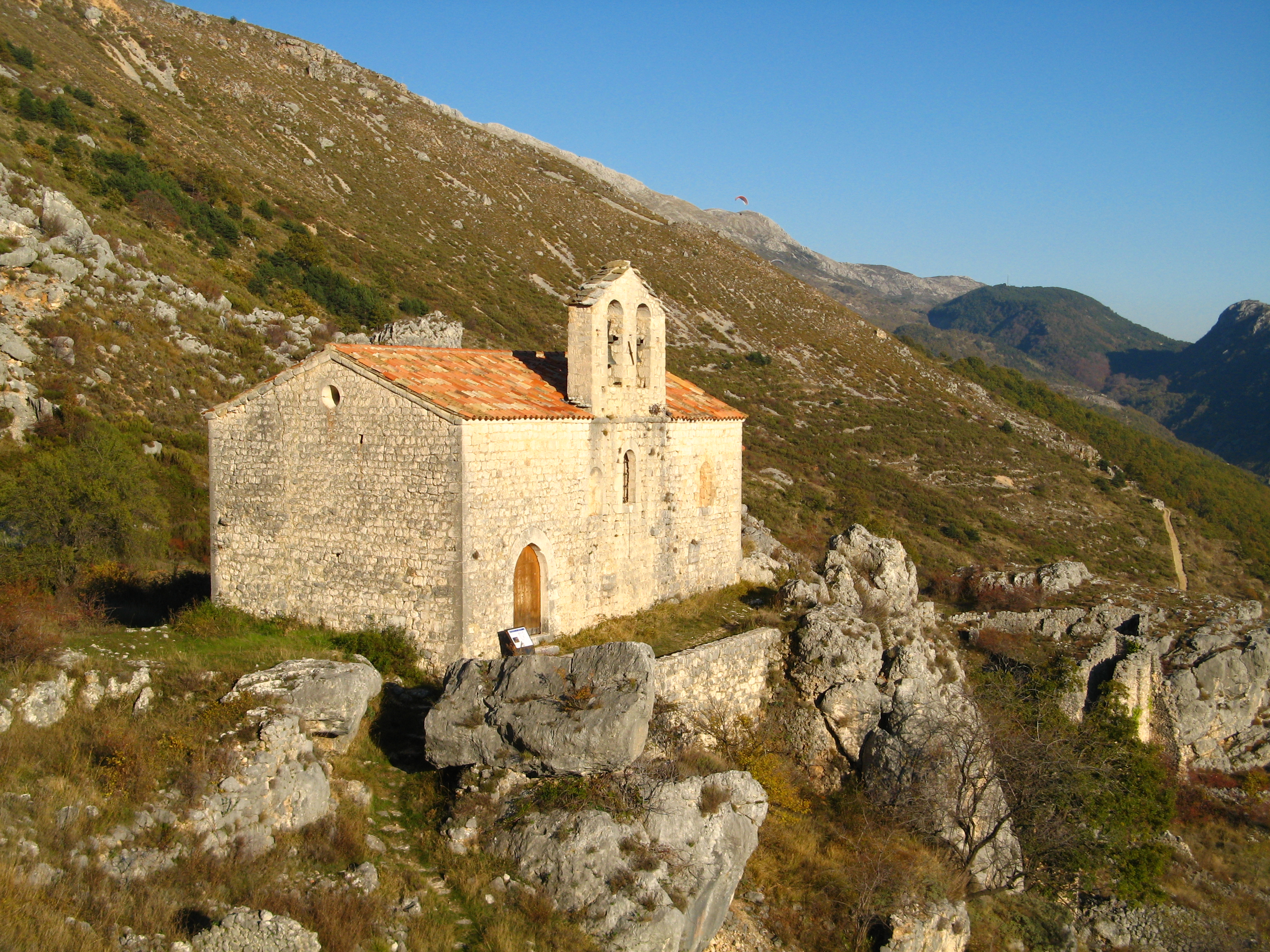
Kyrkan Saint Etienne